# Pfarrkirche Vill
Koordinaten: 47° 14′ 9,6″ N, 11° 24′ 9,1″ O
Die römisch-katholische Pfarrkirche Vill steht im Innsbrucker Stadtteil Vill in Tirol. Sie ist dem heiligen Martin von Tours geweiht und gehört zum Dekanat Wilten-Land in der Diözese Innsbruck. Die Kirche steht unter Denkmalschutz (Listeneintrag).

## Geschichte
Urkundlich wurde die Kirche erstmals im Jahr 1397 erwähnt. Der bestehende Turm, der Chor und das Westportal sind noch zeitlich aus dem gotischen Baustand zuzuordnen. Der Innenraum wurde 1791/92 im spätbarocken Stil umgestaltet und die Kirche wurde von einem Brixner Bischof am 10. September 1792 geweiht.

## Lage
Die Pfarrkirche befindet sich innerhalb eines ummauerten Friedhofs inmitten der ländlichen Dorfsiedlung.

## Architektur

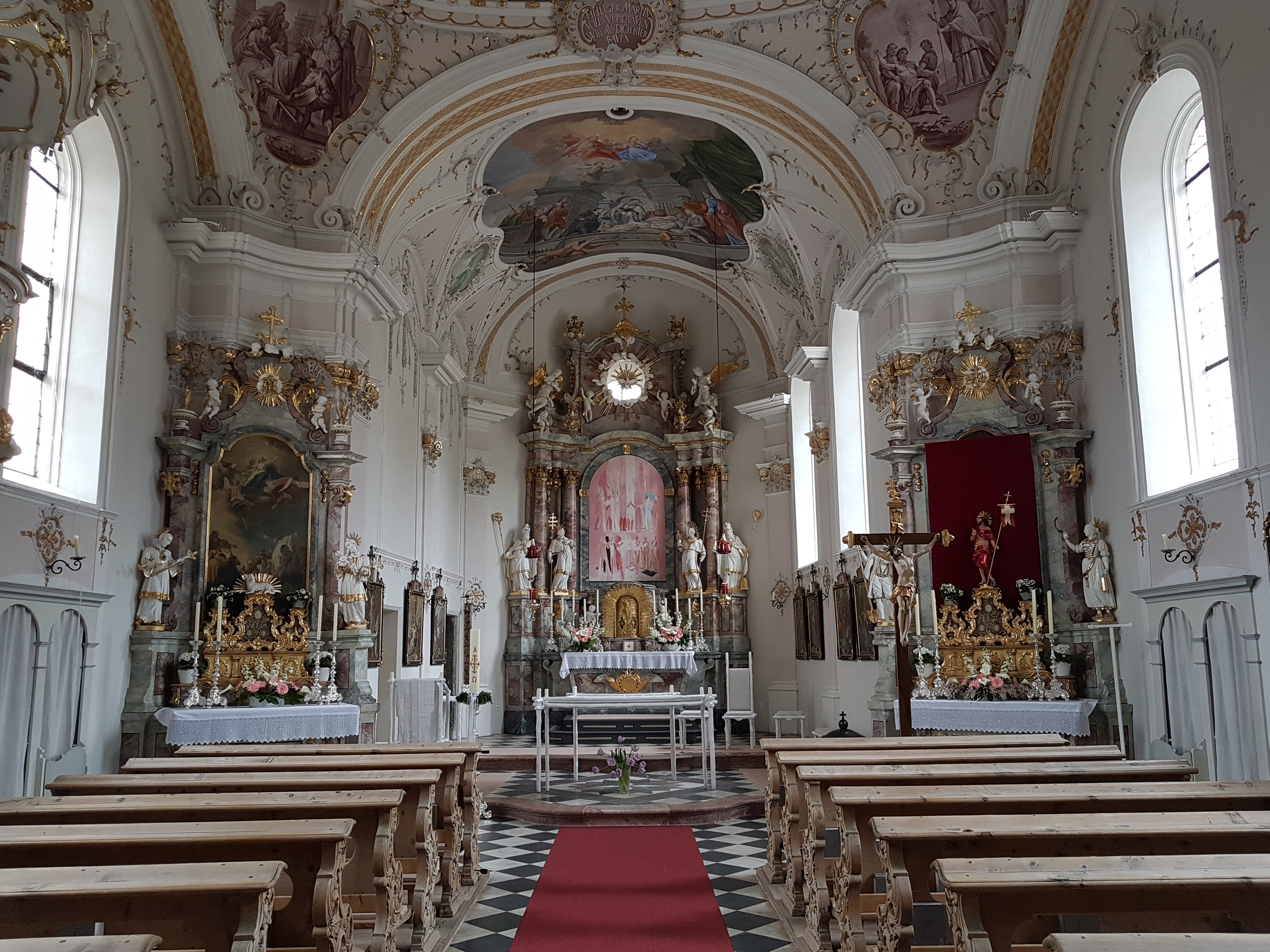
Innenansicht

Die Kirche ist einheitlich als gotischer Bau errichtet mit einem überhöhten Langhaus mit steilem Satteldach. Sie hat Rundbogenfenster sowie Queroval- und Rundfenster mit schräg geschnittenen Laibungen. Der schlanke Turm mit gemalten Ortssteinen ist an der Chornordseite angebracht und es befinden sich gekoppelte, rundbogige Schallfenster, darüber trägt er einen geschindelten Giebelspitzhelm. Die Wandflächen sind weiß verputzt und werden hauptsächlich zu dem gesamten Außenbau gliedernden Architekturmalerei in wirkungsvollen Kontrast geprägt. An der Eingangsfassade im Westen befinden sich der geschwungene Giebel und das spätgotische Portal. Westlich am Chor schließt sich die Sakristei an.
Das dreijochige Langhaus hat einen Eingangsjoch, zentralisierendem, überkuppeltem Hauptraum, und darüber ein Stichkappentonnengewölbe. Der Eingangsjoch ist durch eine hölzerne Orgelempore mit Stuckverkleidung gegliedert. Der zweijochige eingezogene Chor besitzt einen polygonalen Schluss und ist um drei Stufen erhöht, darüber besitzt er ebenfalls ein Stichkappentonnengewölbe.

## Ausstattung
Das Innere der Kirche ist ausgestattet mit drei Altären aus Stuckmarmor mit Altarbildern, Plastiken am Hochaltar, Deckenfresken, Bildhauerarbeiten und reichen Stuckaturen.
Franz Xaver Kirchebner schuf die Deckenfresken im Jahr 1791. Das spätgotische Fresko wurde 1972 dem heiligen Martin geweiht und befindet sich neben dem Hochaltar.
Die Glocke wurde 1750 von Wolfgang Bartlmä Grassmayr in Habichen gegossen und ist eine der ältesten Barockglocken Tirols.
2002 malte Michael Hedwig das „Österliche Hochaltarbild“ für die Pfarrkirche St. Martin, Vill/Tirol, das alljährlich von Ostersonntag bis Pfingsten gezeigt wird.